# Oleśnica (województwo mazowieckie)
Oleśnica – wieś w Polsce położona w województwie mazowieckim, w powiecie siedleckim, w gminie Wodynie. Ma status sołectwa.
Wierni Kościoła rzymskokatolickiego należą do parafii Świętych Apostołów Piotra i Pawła w Wodyniach.
Wieś szlachecka  położona była w drugiej połowie XVI wieku w powiecie garwolińskim  ziemi czerskiej województwa mazowieckiego. W latach 1975–1998 miejscowość położona była w województwie siedleckim.
Oleśnica położona jest przy drodze wojewódzkiej nr 803 Siedlce - Stoczek Łukowski.
We wsi funkcjonuje klub piłkarski Kolektyw Oleśnica.
W miejscowości działa założona w 1948 roku jednostka ochotniczej straży pożarnej. Jednostka ma na swoim wyposażeniu średni samochód gaśniczy GBAM 2,5/16/8 Star 266 oraz Renault.  